# Pandèmia de COVID-19 a Dinamarca
L'expansió de la pandèmia per coronavirus de 2019-2020 es va confirmar a Dinamarca a partir del 27 de febrer de 2020.
En data del 18 d'abril del 2020, hi havia 7.242 casos confirmats al Regne de Dinamarca, 3.847 persones guarides i 346 víctimes mortals.

## Cronologia

Nombre de casos confirmats per Municipalitats (el 30 de març):
Cap cas confirmat
Entre 1 i 19 casos confirmats
Entre 20 i 39 casos confirmats
Entre 40 i 59 casos confirmats
Més de 60 casos confirmats

Arran de la propagació de l'epidèmia de SARS-CoV-2 que afectava Wuhan i la regió xinesa de Hubei, entre la fi de gener i el començament de febrer del 2020, es van evacuar i repatriar diversos grups de ciutadans danesos que estaven a la Xina. Tots hagueren de posar-se en quarantena i fer una prova que resultà negativa per a cadascun d'ells.
El 27 de febrer, el govern de Dinamarca va confirmar el seu primer cas de Covid-19 quan un home de Roskilde va tenir resultats de prova positius a l'Hospital Universiari de Zealand de Roskilde. Es tractava d'un treballador del canal danès de televisió TV 2 que havia anat a esquiar a la regió nord-italiana de Lombardia i havia tornat al país el 24 de febrer. Tenia símptomes lleugers i va haver de fer una quarantena a casa seva.
L'endemà, un home que havia tornat a casa després d'haver anat a esquiar al nord d'Itàlia el 15 de febrer va obtenir un resultat positiu a la prova de Covid-19 al Rigshospitalet a Copenhaguen. A conseqüència li fou demanat de fer una quarantena a casa. Aquell cas fou considerat com a problemàtic per culpa del temps relativament llarg que havia passat entre la tornada a Dinamarca del pacient fins al moment quan va contactar les autoritats, ja que havia estat durant molt de temps en contacte amb la gent del voltant, la qual cosa feia molt difícil per als investigadors de poder localitzar totes les persones amb qui podia haver estat en contacte proper.

## Dades estadístiques
Evolució del nombre de persones infectades amb COVID-19 a Dinamarca
Proporció d'infeccions en funció del sexe
Nombre de casos en funció de l'edat
Evolució del nombre de morts del COVID-19 a Dinamarca